# Akin Mabogunje
Akin Mabogunje foi um geógrafo nigeriano. Ele foi o primeiro africano a presidir a União Geográfica Internacional.
Em 1968, Mabogunje escreveu Urbanização na Nigeria, sobre urbanização e formação dos Estados.
Em 1999, foi o primeiro africano a ser eleito como representante estrangeiro nos Estados Unidos para a Academia Nacional de Ciências.
Mabogunje morreu em 4 de agosto de 2022, aos noventa anos de idade.